# Danh sách đảo theo tên (N)
Danh sách dưới đây liệt kê các đảo bắt đầu bằng ký tự N.
Đây là một danh sách chưa hoàn tất, và có thể sẽ không bao giờ thỏa mãn yêu cầu hoàn tất. Bạn có thể đóng góp bằng cách mở rộng nó bằng các thông tin đáng tin cậy.
A - B - C - D - Đ - E - F - G - H - I - J - K - L - M - N - O - P - Q - R - S - T - U - V - W - X - Y - Z

## N
| Tên đảo                 | Quần đảo / Nhóm đảo                                                      | Quốc gia |
| ----------------------- | ------------------------------------------------------------------------ | --- |
| Na Mokulua              | Hawaiian Islands                                                         | Hoa Kỳ |
| Naart                   | Upper Lough Erne                                                         | Ireland |
| Nærøya                  |                                                                          | Na Uy |
| Nagy-Pandúr-sziget      | Sông Donau                                                               | Hungary |
| Nahaleg                 | Dahlak Archipelago                                                       | Eritrea |
| Naissaar                | Tallinn Bay, Vịnh Phần Lan                                               | Estonia |
| Nakanoshima             | Tokara Islands part of the Satsunan Islands part of the Ryukyu Islands   | Nhật Bản |
| Namdrick Atoll          | Ralik Chain                                                              | Quần đảo Marshall |
| Namorik                 | Ralik Chain                                                              | Quần đảo Marshall |
| Namu Atoll              | Ralik Chain                                                              | Quần đảo Marshall |
| Nam Yết                 | Quần đảo Trường Sa                                                       | Tranh chấp giữa: · Trung Quốc, · Trung Hoa Dân Quốc, · Việt Nam, · Brunei, · Philippines và · Malaysia                                          |
| Nancowry                | Quần đảo Nicobar                                                         | Ấn Độ |
| Nanshan                 | Quần đảo Trường Sa                                                       | Tranh chấp giữa: · Trung Quốc, · Trung Hoa Dân Quốc, · Việt Nam, · Brunei, · Philippines và · Malaysia                                          |
| Nantucket               | Massachusetts                                                            | Hoa Kỳ |
| Napuka                  | Tuamotus, Polynésie thuộc Pháp                                           | Pháp |
| Nargin                  | Baku Bay                                                                 | Azerbaijan |
| Nashawena               | Elizabeth Islands, Massachusetts                                         | Hoa Kỳ |
| Nassau                  | Quần đảo Cook                                                            | Quần đảo Cook (self-governing in free association with New Zealand)                                                                             |
| Natuna                  | Natuna Islands                                                           | Indonesia |
| Nauru                   |                                                                          | Nauru |
| Naushon                 | Elizabeth Islands, Massachusetts                                         | Hoa Kỳ |
| Navassa                 | Đại Antilles                                                             | Claimed by the Hoa Kỳ and Haiti |
| Navy                    | Niagara River, Ontario                                                   | Canada |
| Naxos                   | Cyclades                                                                 | Hy Lạp |
| Ndrova                  | Admiralty Islands                                                        | Papua New Guinea |
| Neal                    | Ohio River, West Virginia                                                | Hoa Kỳ |
| Necker                  | Northwestern Hawaiian Islands                                            | Hoa Kỳ |
| Necker                  | British Virgin Islands                                                   | Vương quốc Anh |
| Neebish Island          | St. Marys River, Michigan                                                | Hoa Kỳ |
| Negei                   | British Columbia                                                         | Canada |
| Negit                   | Mono Lake, California                                                    | Hoa Kỳ |
| Negros                  | Visayas                                                                  | Philippines |
| Nell                    | Kwajalein Atoll, Ralik Chain                                             | Quần đảo Marshall |
| Nelson                  | Alaska                                                                   | Hoa Kỳ |
| Nelson                  | South Quần đảo Shetland                                                  | Claimed by: · Argentine Antarctica, Argentina, · Antártica Chilena Province of Chile và · Lãnh thổ châu Nam Cực thuộc Anh of the Vương quốc Anh |
| Nengonengo              | Tuamotus, Polynésie thuộc Pháp                                           | Pháp |
| Nerlandsøya             |                                                                          | Na Uy |
| Nesøya                  | Salten, Nordland                                                         | Na Uy |
| Neuwerk                 | Wadden Sea                                                               | Đức |
| Neville                 | Pennsylvania                                                             | Hoa Kỳ |
| Nevis                   | Leeward Islands group of the Tiểu Antilles                               | Saint Kitts và Nevis |
| New Britain             | Bismarck Archipelago                                                     | Papua New Guinea |
| New Era Bar             | Willamette River, Oregon                                                 | Hoa Kỳ |
| New Ireland             | Bismarck Archipelago                                                     | Papua New Guinea |
| New                     | Quần đảo Falkland                                                        | Vương quốc Anh |
| New Guinea              | Melanesia                                                                | Divided between Indonesia and Papua New Guinea                                                                                                  |
| Newfoundland            | Newfoundland and Labrador                                                | Canada |
| New Hanover             | Bismarck Archipelago                                                     | Papua New Guinea |
| New Mecklenburg         | Bismarck Archipelago                                                     | Papua New Guinea |
| New World               | Newfoundland and Labrador                                                | Canada |
| Ngamotukaraka           | Motukawao Islands, Hauraki Gulf                                          | New Zealand |
| Ngofonua                | Tongatapu group                                                          | Tonga |
| Ngumi                   | Bajuni Islands                                                           | Somalia |
| Nguna                   | Shepherd Islands                                                         | Vanuatu |
| Ngwēl                   | Torres Islands                                                           | Vanuatu |
| Niau                    | Tuamotus, Polynésie thuộc Pháp                                           | Pháp |
| Nichol                  | Buckhorn Lake Ontario                                                    | Canada |
| Nicholson               | Allegheny River, Pennsylvania                                            | Hoa Kỳ |
| Nicollet                | Sông Mississippi, Minnesota                                              | Hoa Kỳ |
| Nicomen                 | British Columbia                                                         | Canada |
| Nightingale             | Tristan da Cunha                                                         | British overseas territory of Saint Helena |
| Nihiru                  | Tuamotus, Polynésie thuộc Pháp                                           | Pháp |
| Nihoa                   | Northwestern Hawaiian Islands                                            | Hoa Kỳ |
| Ni'ihau                 | Hawaiian Islands                                                         | Hoa Kỳ |
| Niijima                 | Izu Islands                                                              | Nhật Bản |
| Nikumaroro              | Phoenix Islands                                                          | Kiribati |
| Ninemile                | Allegheny River, Pennsylvania                                            | Hoa Kỳ |
| Nine Mile               | Sông Mississippi, Iowa                                                   | Hoa Kỳ |
| Niniva                  | Lifuka group of the Ha'apai group                                        | Tonga |
| Nisida                  | Flegree Islands                                                          | Ý |
| Nisyros                 | Dodecanese                                                               | Hy Lạp |
| Niuafo'ou               | Niua group                                                               | Tonga |
| Niuatoputapu            | Niua group                                                               | Tonga |
| Niue                    |                                                                          | Niue (self-governing in free association with New Zealand)                                                                                      |
| Nixes Mate              | Boston Harbor, Massachusetts                                             | Hoa Kỳ |
| Nizki                   | Semchi Islands group of the Near Islands in the Aleutian Islands, Alaska | Hoa Kỳ |
| Île de Noirmoutier      | Vendée, Pays de la Loire                                                 | Pháp |
| Île aux Noix            | Richelieu River, Quebec                                                  | Canada |
| Nólsoy                  | Quần đảo Faroe                                                           | Đan Mạch |
| Nomans Land             | Massachusetts                                                            | Hoa Kỳ |
| Nomuka                  | 'Otu Mu'omu'a group of the Ha'apai group                                 | Tonga |
| Nomuka iki              | 'Otu Mu'omu'a group of the Ha'apai group                                 | Tonga |
| No-Name                 | Allegheny River, Pennsylvania                                            | Hoa Kỳ |
| Nonamesset              | Elizabeth Islands, Massachusetts                                         | Hoa Kỳ |
| Nootka                  | British Columbia                                                         | Canada |
| Nora                    | Dahlak Archipelago                                                       | Eritrea |
| Nord-Kvaløy             |                                                                          | Na Uy |
| Nordaustlandet          | Northeast Land, Svalbard                                                 | Na Uy |
| Norderney               | East Frisian Islands                                                     | Đức |
| Norderoog               | North Frisian Islands                                                    | Đức |
| Nordmarsch-Langeneß     | North Frisian Islands                                                    | Đức |
| Nordre Kvaløy           |                                                                          | Na Uy |
| Nordstrand              | North Frisian Islands                                                    | Đức |
| Nordstrandischmoor      | North Frisian Islands                                                    | Đức |
| Norfolk Island          | Norfolk Island                                                           | Úc |
| North                   | New Zealand                                                              | New Zealand |
| North Andaman           | Andaman Islands                                                          | Ấn Độ |
| North Bass              | Lake Erie, Ohio                                                          | Hoa Kỳ |
| North Brother           | Andaman Archipelago, Ấn Độ Dương                                         | Ấn Độ |
| North Brother           | East River, New York                                                     | Hoa Kỳ |
| North Brother           | Chagos Archipelago, Ấn Độ Dương                                          | Vương quốc Anh |
| North Brother           | Đại Tây Dương, Connecticut                                               | Hoa Kỳ |
| North Brother           | Seven Brothers, Bab-el-Mandeb                                            | Djibouti |
| North Dumpling          | Fisher's Island Sound, New York                                          | Hoa Kỳ |
| North Harbour           | Lake Erie, Ontario                                                       | Canada |
| North Haven             | Penobscot Bay, Maine                                                     | Hoa Kỳ |
| North Havra             | Quần đảo Shetland                                                        | Scotland |
| North Hero              | Lake Champlain, Vermont                                                  | Hoa Kỳ |
| North Limestone         | Georgian Bay Ontario                                                     | Canada |
| North Long              |                                                                          | Namibia |
| North Manitou           | Lake Michigan, Michigan                                                  | Hoa Kỳ |
| North Otter             | Georgian Bay Ontario                                                     | Canada |
| North Monomoy           | Cape Cod, Massachusetts                                                  | Hoa Kỳ |
| North Ronaldsay         | The North Isles, Bản mẫu:Country data Orkney Islands                     | Scotland |
| North Sentinel          | Andaman Islands                                                          | Ấn Độ |
| North Stradbroke Island | Moreton Bay Islands                                                      | Úc |
| North Twin              | Apostle Islands, Wisconsin                                               | Hoa Kỳ |
| North Uist              | Outer Hebrides                                                           | Scotland |
| North Watcher           | Georgian Bay Ontario                                                     | Canada |
| Northeast Cay           | Quần đảo Trường Sa                                                       | Tranh chấp giữa Trung Quốc, Trung Hoa Dân Quốc, Việt Nam, Brunei, Philippines và Malaysia                                                       |
| Northwest               | Timbalier Bay, Louisiana                                                 | Hoa Kỳ |
| Northwest Burnt         | Georgian Bay Ontario                                                     | Canada |
| Noss                    | Quần đảo Shetland                                                        | Scotland |
| Nottawasaga             | Georgian Bay Ontario                                                     | Canada |
| Nøtterøy                | Vestfold                                                                 | Na Uy |
| Nuapapu                 | Vavaʻu group                                                             | Tonga |
| Isla Nueva              | Antártica Chilena Province                                               | Chile |
| Nuguria                 | Papua New Guinea, Melanesia                                              | Papua New Guinea |
| Nuku                    | Tongatapu group                                                          | Tonga |
| Nuku                    | 'Otu Mu'omu'a group of the Ha'apai group                                 | Tonga |
| Nukuatea                | Wallis Island                                                            | Pháp |
| Nukufaiau               | 'Otu Mu'omu'a group of the Ha'apai group                                 | Tonga |
| Nukufotu                | Wallis Island                                                            | Pháp |
| Nukuhifala              | Wallis Island                                                            | Pháp |
| Nukulei                 | Lulunga archipelago of the Ha'apai group                                 | Tonga |
| Nukuloa                 | Wallis Island                                                            | Pháp |
| Nukumanu                | Papua New Guinea, Melanesia                                              | Papua New Guinea |
| Nukunione               | Wallis Island                                                            | Pháp |
| Nukunukumotu            | Tongatapu group                                                          | Tonga |
| Nukuoro                 | Bản mẫu:Country data Pohnpei                                             | Federated States of Micronesia |
| Nukupule                | Lifuka group of the Ha'apai group                                        | Tonga |
| Nukutapu                | Wallis Island                                                            | Pháp |
| Nukuteatea              | Wallis Island                                                            | Pháp |
| Nukutepipi              | Duke of Gloucester Islands, Tuamotus, Polynésie thuộc Pháp               | Pháp |
| Nukutula                | 'Otu Mu'omu'a group of the Ha'apai group                                 | Tonga |
| Nunivak                 | Bering Sea, Alaska                                                       | Hoa Kỳ |
| Nyord                   | Biển Baltic                                                              | Scotland |